# Pedroso (La Rioja)
Pedroso ist ein abgelegenes kleines Bergdorf und eine zur bevölkerungsarmen Region der Serranía Celtibérica gehörende Gemeinde (municipio) mit 90 Einwohnern (Stand: 2024) im Südwesten der Autonomen Gemeinschaft La Rioja in Spanien. 

## Lage
Die Gemeinde Pedroso liegt in einer Höhe von etwa 775 m im wald- und wasserreichen Naturpark Sierra de la Demanda. Der Río Najerilla begrenzt die Gemeinde im Osten. Die Entfernung zur Provinzhauptstadt Logroño beträgt ca. 41 km Fahrtstrecke nordöstlich. Das Klima ist gemäßigt bis warm; Regen (ca. 935 mm/Jahr) fällt überwiegend im Winterhalbjahr.

## Bevölkerungsentwicklung
| Jahr      | 1970 | 1981 | 1991 | 2001 | 2011 | 2021 |
| Einwohner | 258  | 135  | 117  | 100  | 85   | 83   |

Infolge der Mechanisierung der Landwirtschaft, der Aufgabe bäuerlicher Kleinbetriebe und des daraus resultierenden geringeren Arbeitskräftebedarfs ist die Zahl der Einwohner seit Beginn des 20. Jahrhunderts stark zurückgegangen.

## Sehenswürdigkeiten

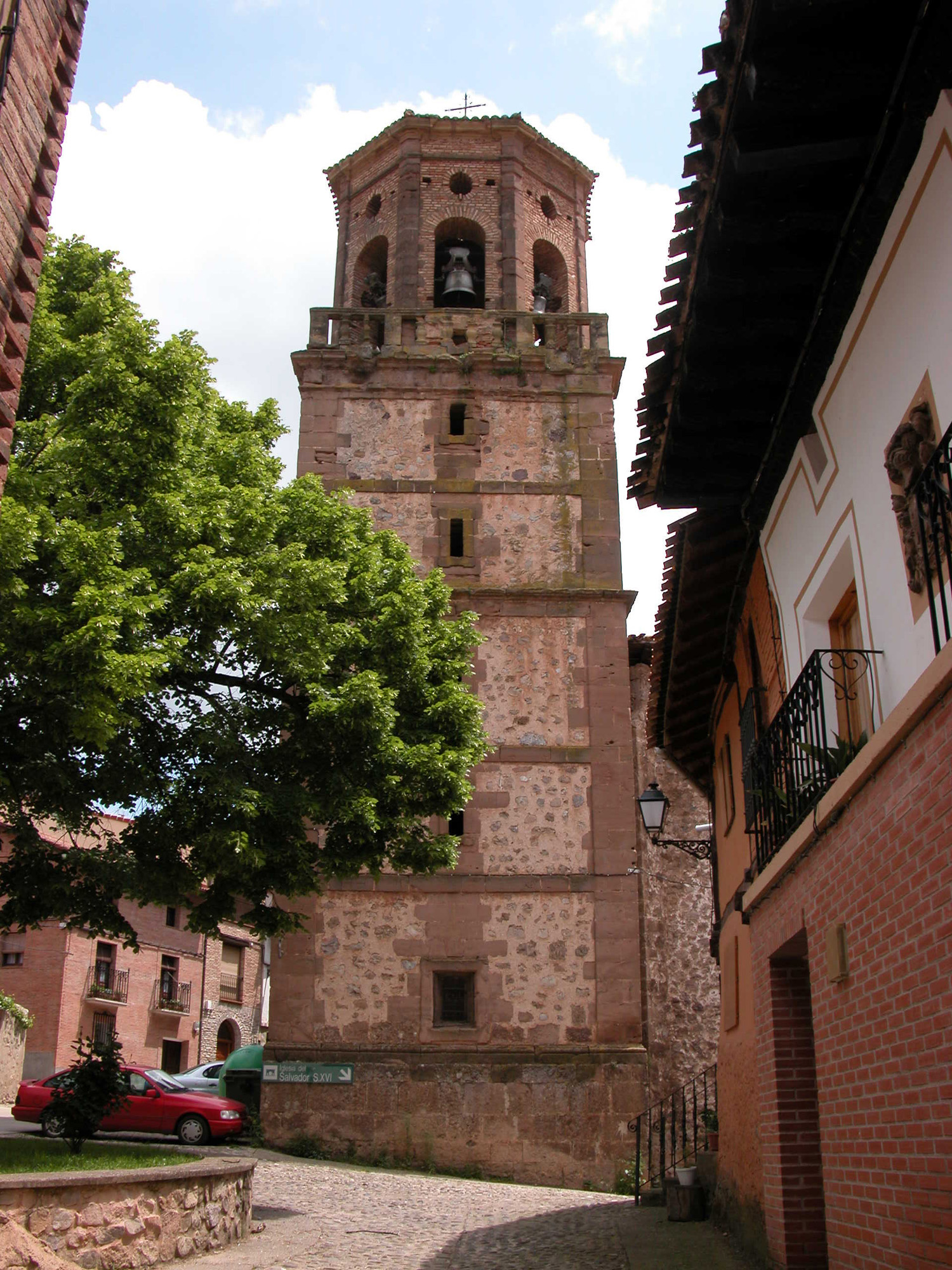
Salvatorkirche
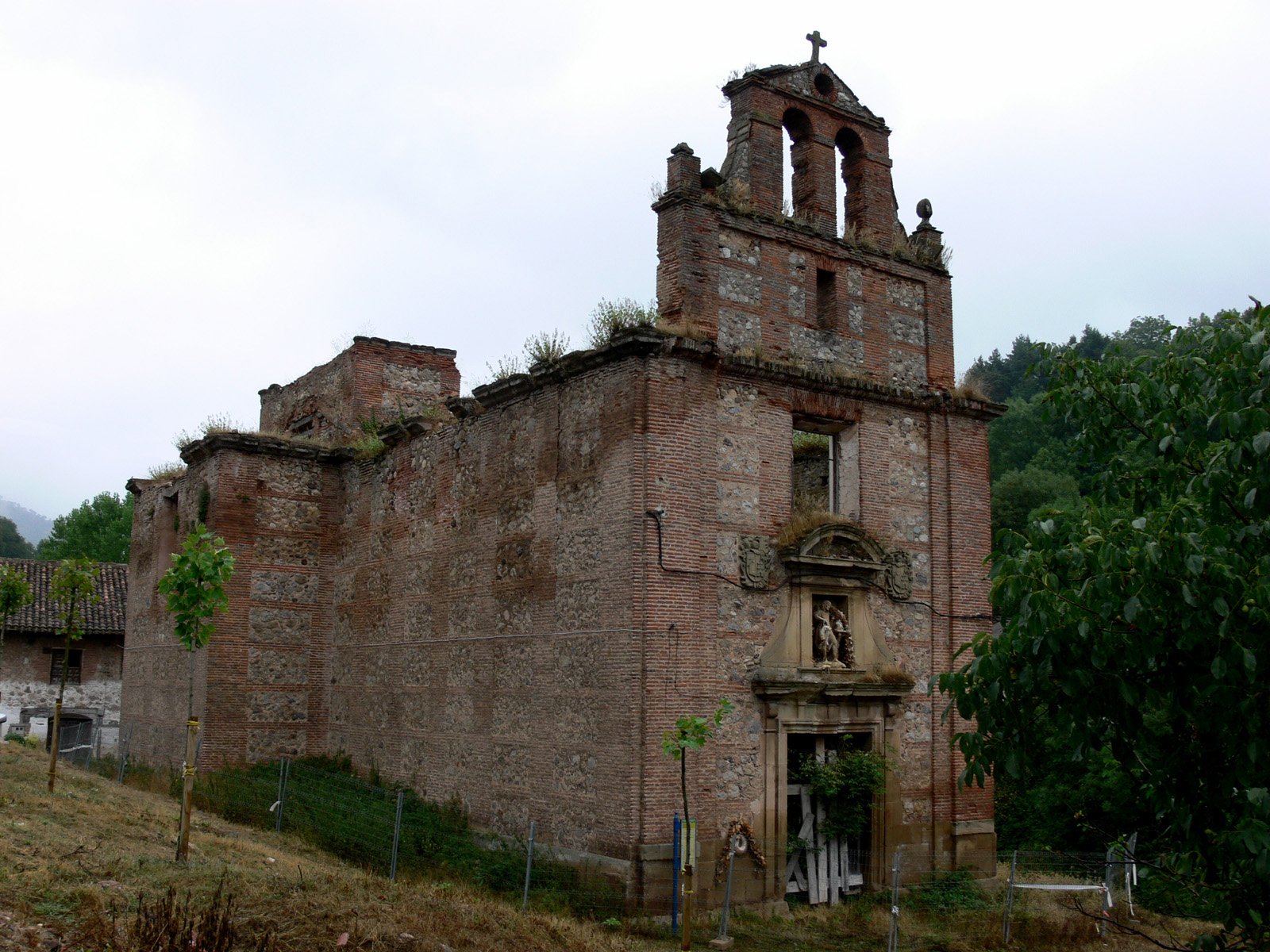
Ruine der Johanniskirche
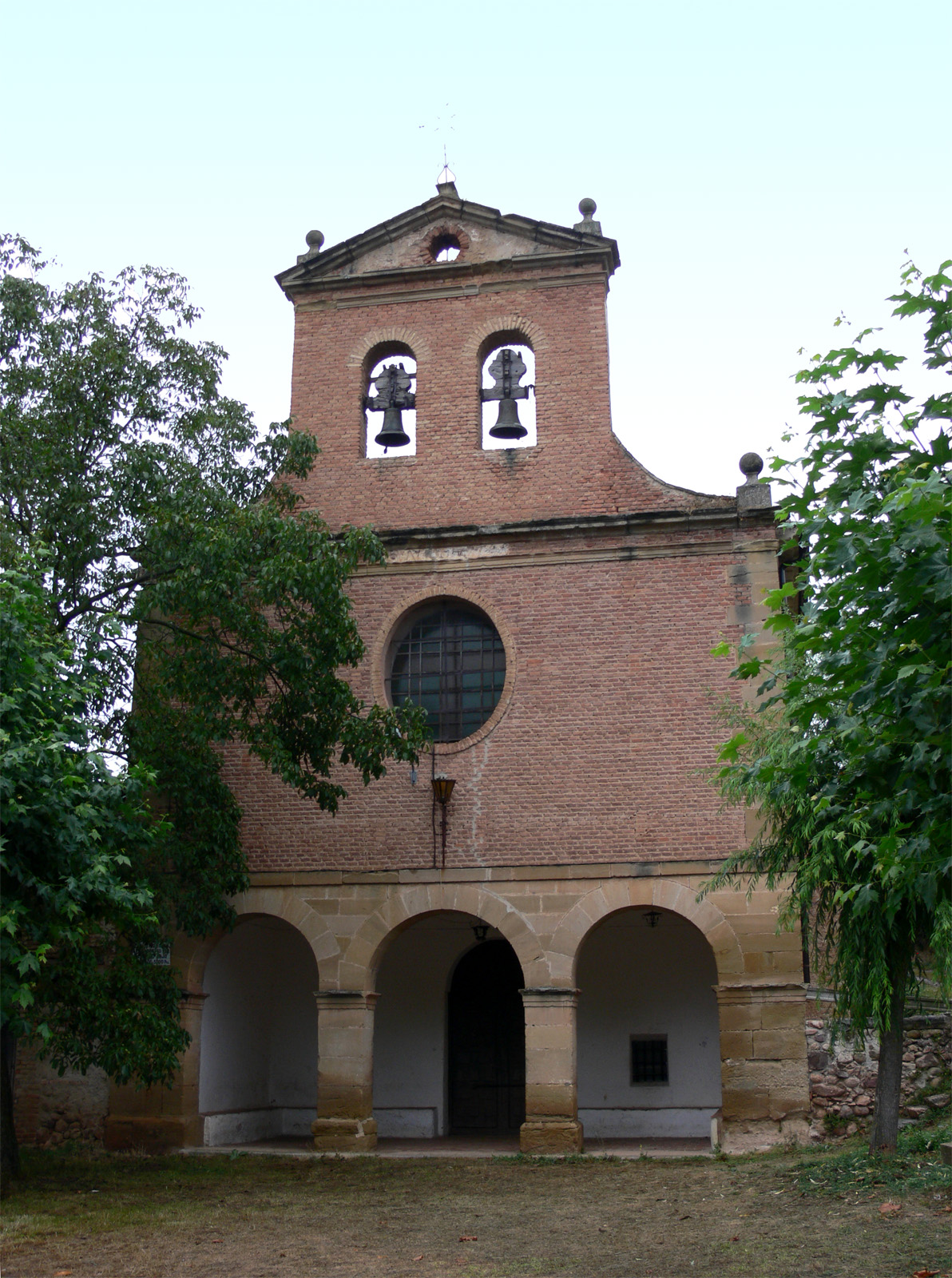
Marienkapelle
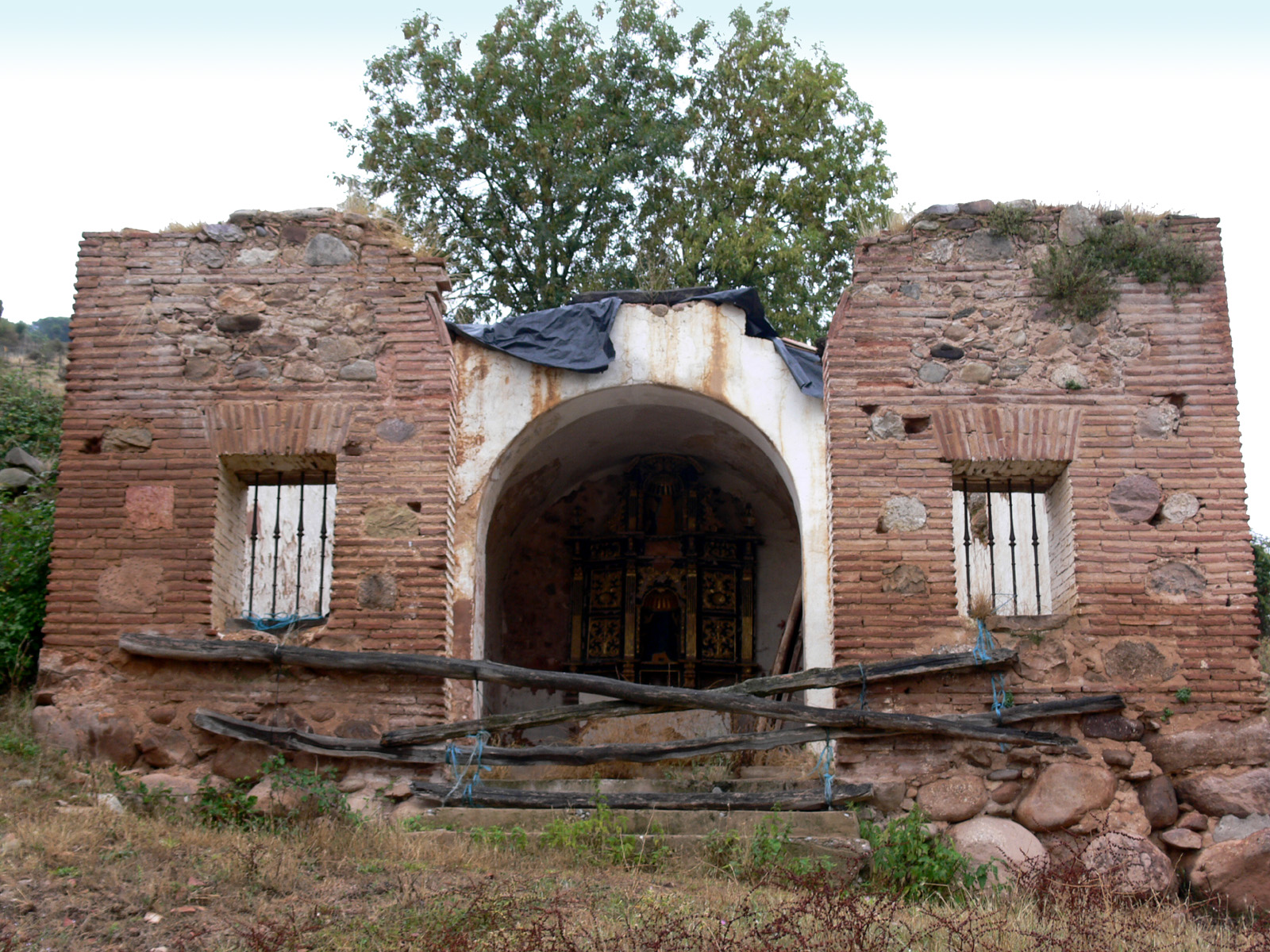
Ruine der Marinenkapelle

- Salvatorkirche
- Ruine der Johanniskirche
- Marienkapelle
- Ruine der Marinenkapelle